# Gare du Croisic
Gare du Croisic vasútállomás Franciaországban, Le Croisic településen.

## Vasútvonalak
Az állomást az alábbi vasútvonalak érintik:
- Saint-Nazaire-Le Croisic-vasútvonal

## Kapcsolódó állomások
A vasútállomáshoz az alábbi állomások vannak a legközelebb:
- Gare de Batz-sur-Mer (Gare de Saint-Nazaire, Saint-Nazaire-Le Croisic-vasútvonal)